# 日産・クリッパーバン
クリッパーバン (CLIPPER VAN) は、日産自動車が販売しているセミキャブオーバー型軽ライトバン。初代は三菱自動車工業から、2代目以降はスズキからそれぞれOEM供給を受ける車種である。
セミキャブオーバー型軽トラックのクリッパートラックと同時発表・発売され、日産の販売する軽自動車では、実験的な少数生産に留まった軽規格の電気自動車「ハイパーミニ」を除けば、第一号の「モコ」（スズキ・MRワゴンのOEM品）に次ぐ第二弾目となる。
なお、本稿では、初代モデルの後期型から3代目の中期型にかけて用いられていたNV100クリッパー（エヌブイイチマルマル クリッパー、NV100 CLIPPER）および初代モデルのEV版のクリッパーEV（CLIPPER EV）も扱う。

## 初代 U71V/U72V/U79V型（2003年-2013年、2024年-）
- 2003年（平成15年）
  - 8月29日 - 三菱自動車工業と日産自動車の共同プレスリリースで三菱・ミニキャブのOEM供給に合意した事を発表し[1]、新型軽商用車の名称を「クリッパー」に決定したと発表した[2]。
  - 9月16日 - クリッパートラックと共に公式発表（同年10月6日販売開始）[3]。
    - グレード体系は「SD（ミニキャブバン「CS」相当）」・「DX（同「CD」相当）」・「GL（同「CL」相当）」の3グレードを設定するが、ミニキャブバンに設定されている「CS 2シーター」の設定はない。社内型式（かたしき）はVMA0型だが、正式な車両型式は三菱流のU71V型である。なお、フロントグリル（ダミーグリル）、エンブレム類の変更程度でミニキャブバンと大きな変更はない。
- 2004年（平成16年）10月20日 - クリッパートラックと共に一部改良[4]。
  - 全車「平成17年基準排出ガス50%低減レベル（☆☆☆）」認定を取得し、「SD」・「DX」の4WD・3AT車を除く全グレードが「平成22年度燃費基準+5%」を達成した。併せて、助手席SRSエアバッグシステムと頭部衝撃緩衝材付アシストグリップ（運転席側）を標準装備し、フロント周りの車体補強などを行ったことで衝突安全性を高めた。
- 2005年（平成17年）12月21日 - クリッパートラックと共にマイナーチェンジ[5]。
  - フロントグリルを日産流の「ウインググリル」に変更してミニキャブバンと差別化したほか、液晶式トリップメーターを追加。さらに、ヘッドランプレベライザーを標準装備し、2006年1月から実施される灯火器（改正）技術基準に適合した。そのほか、最上位グレードの「GL」にはプライバシーガラスとカセット一体AM/FM電子チューナーラジオ+2スピーカーを標準装備した。
- 2006年（平成18年）12月21日 - クリッパートラックと共に一部改良[6]。
  - 助手席側にサイドアンダーミラー（補助確認装置）を標準装備したほか、速度計表示の精度向上を図ったことで保安基準に適合した。また、CDプレーヤーやカラードサイドミラーを装備した「エクストラパック」を追加した。
- 2007年（平成19年）
  - 6月14日 - クリッパーリオを発売[7]。
    - クリッパーバンをベースとした乗用仕様（5ナンバー）のワンボックスワゴン。バン、トラックと同様、三菱自動車からのOEM供給モデルであり、ベース車両は三菱・タウンボックスである。専用ダークスモークメッキフロントグリルの採用により、ベース車両との差別化を図っていた。

  - 12月21日 - クリッパートラック・クリッパーリオと共に一部改良[8]。
    - 内装色を濃淡グレーの2トーンカラーに変更し、キーシリンダー取り付け部の強度を向上。液晶トリップメーターはA・Bの2区間対応式となった。また、全車にリアシートベルトを標準装備し、「GL」はリアシート地をファブリックに変更した。
- 2008年（平成20年）12月22日 - クリッパートラック・クリッパーリオと共に一部改良[9]。
  - 道路運送車両の保安基準および協定規則への対応のため、スライドドアセンターレールの端末エッジ部、フロントフェンダー、リアアンダーミラーの形状を変更し、ドリップチャンネル（雨どい）前後端開口部の縮小を行った。
- 2010年（平成22年）
  - 1月8日 - クリッパートラック・クリッパーリオと共に一部改良。同時に特別仕様車「DX Black-Limited（ミニキャブバン「黒バン」相当）」を発表（1月14日販売開始）[10]。
    - インストパネル、メーター、ステアリング周りのデザインを変更し、同時に、半ドア警告灯やAM/FMラジオを標準装備した。
    - 特別仕様車「DX Black-Limited」は、「DX」のハイルーフ3AT車をベースに、ボディカラーを専用塗装の「ブラック」に変更したほか、フロントグリルとヘッドランプインナーパネルをメッキ化した。

  - 8月17日 - クリッパートラック・クリッパーリオと共に一部改良[11]。
    - エンジン内部のフリクションロスを低減し、燃費を向上。これにより、2WD車は「平成22年度燃費基準+10%」を達成した。また、一部グレードでシート表皮を変更して質感を向上し、「DX」のハイルーフ車と「GL」には、「ナイトバイオレット・パール（オプションカラー）」を追加した。
- 2012年（平成24年）
  - 1月25日 - トラックと共にマイナーチェンジを行い、車名を「NV100クリッパー」に改名[12]。
    - フロントデザインやシート表皮が変更され、カップホルダー付フロアコンソールボックスの容積を大型化し、ヘッドレストは強度を高めて高さを変更し、シートベルトとそのバックルの取り付け位置を変更した。また、リアデザインも一新し、ハイマウントストップランプをLED化。新色としてチタニウムグレーメタリックを追加した。また、グレード体系の見直しにより、手ごろな価格設定とした「DX」、マイナーチェンジに伴って廃止された「クリッパーリオ」の「E」に代わり、プライバシーガラス・フルホイールカバー・リモートコントロールエントリーシステム・CD一体AM/FMラジオなどを装備した充実グレード「GX」、「クリッパーリオ」のターボ車「G」に代わるターボ車「GXターボ」の3グレードに整理した。なお、新デザインのリヤコンビネーションランプはダイハツ・ハイゼットカーゴ/トヨタ・ピクシスバン/スバル・サンバーバンと共用の部品となったため、ダイハツのロゴが入っている。なお、乗用モデルのクリッパーリオはベース車のタウンボックスの生産終了により、廃止された。

  - 12月13日 - ミニキャブバンの一部改良に合わせて一部改良（仕様変更扱い）。シート表皮の変更により質感を向上。JC08モード燃費に対応した。
- 2013年（平成25年）
  - 11月[13] - 生産終了。
  - 12月 - 2代目と入れ替わる形で販売終了。

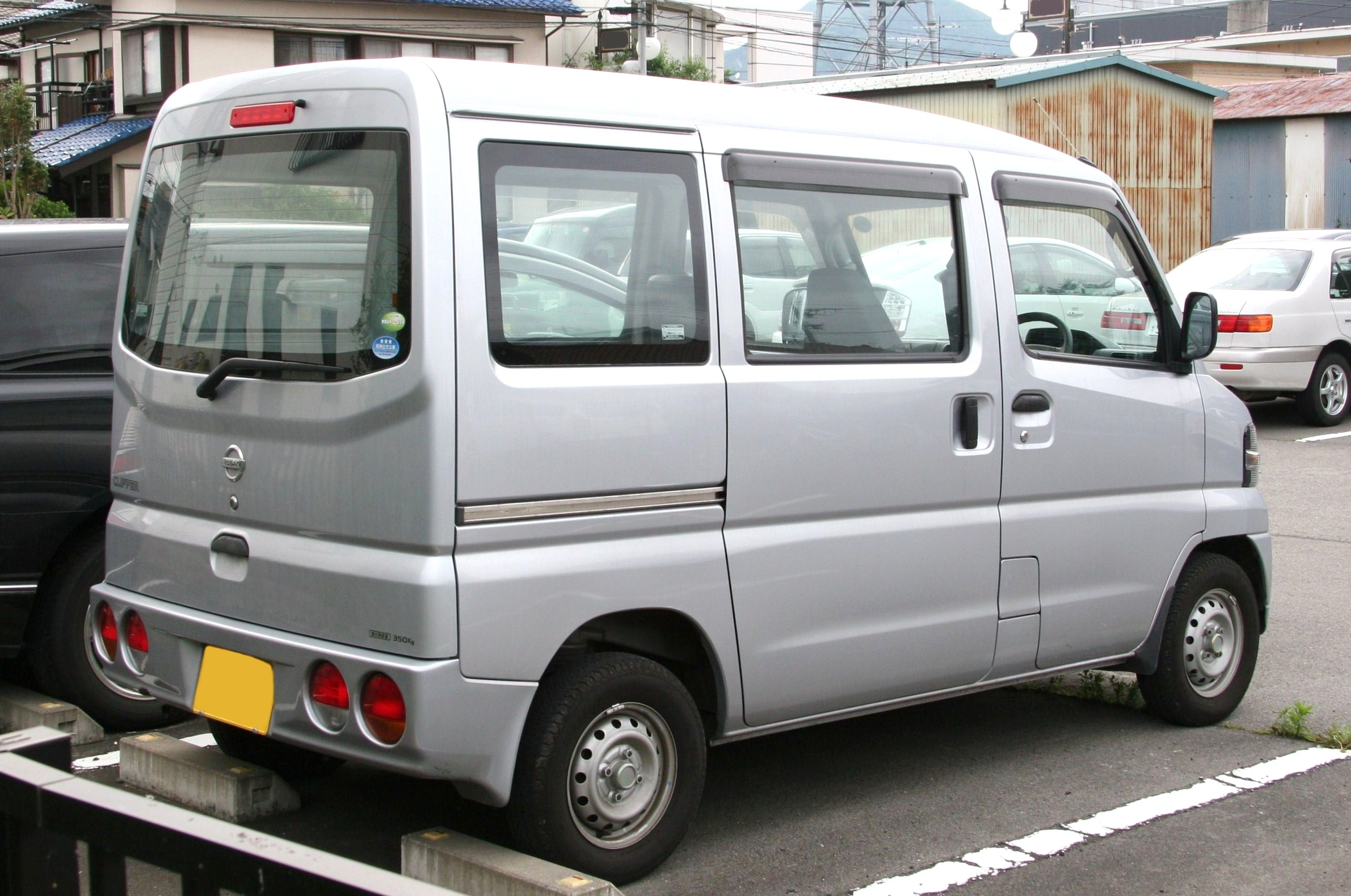
中期型（クリッパーバン） リヤ
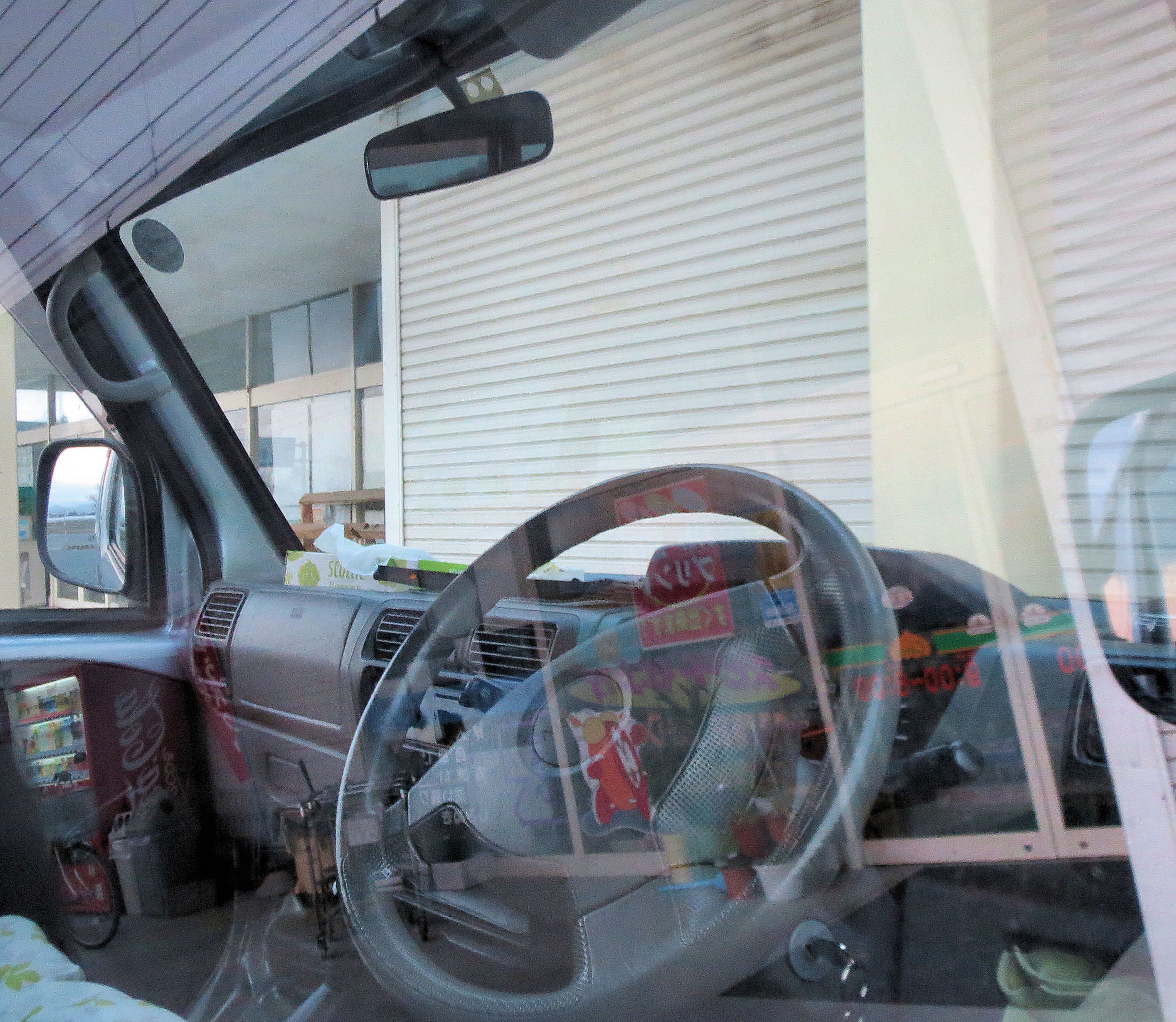
中期型（クリッパーバン） 車内（4WD車）
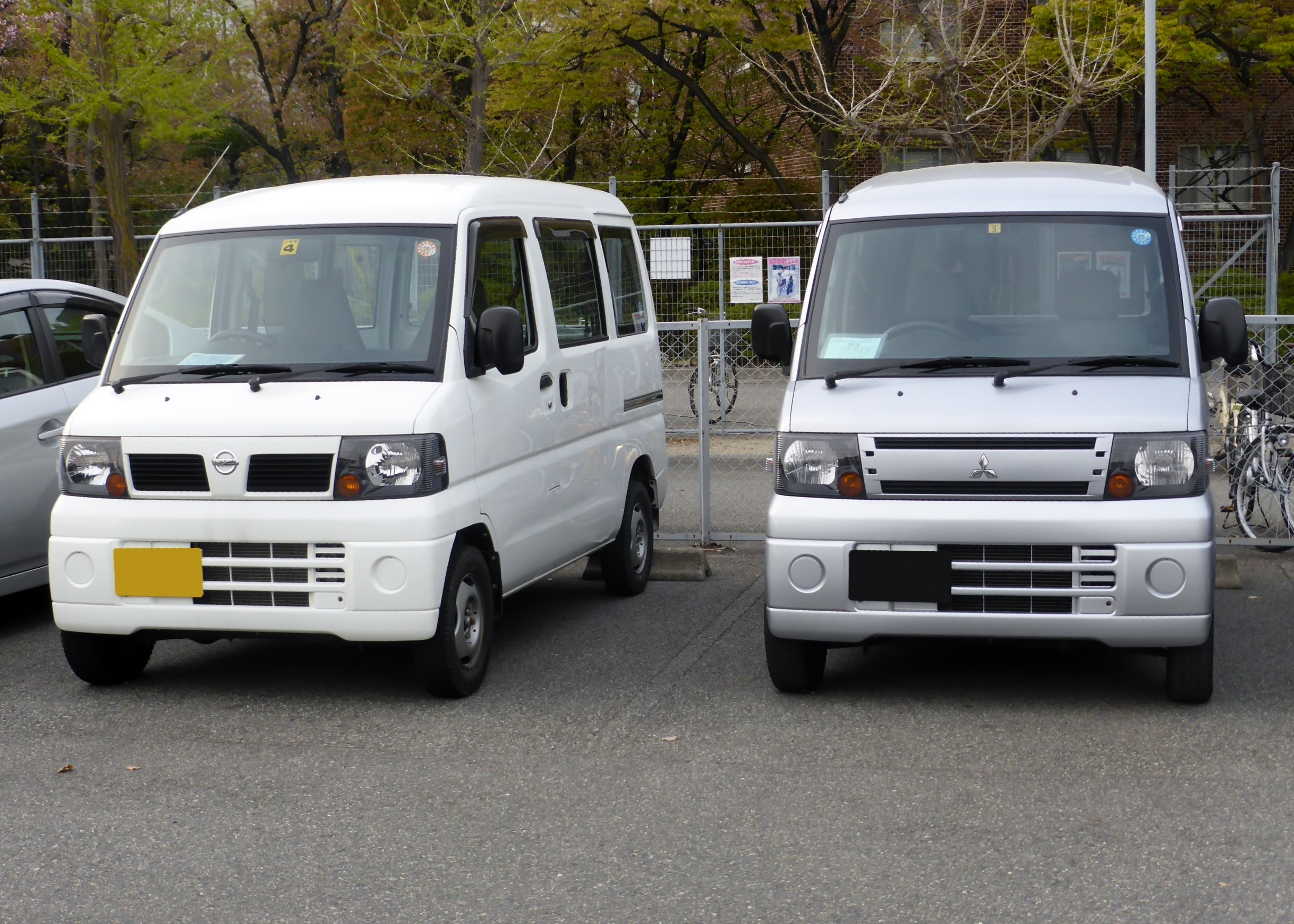
ミニキャブバンとの比較

### クリッパーEV
- 2024年（令和6年）1月30日 - 公式発表（販売開始日は同年2月12日）[14][15]。約11年ぶりに三菱自動車からOEM供給を受けることとなる。なお、後述するNV100クリッパーもガソリンモデルとして併売される。
  - グレード体系は「2シーター」と「4シーター」（ミニキャブEV「CD（20.0kWh、4シーター）」相当）、「2シーター」をベースにスライドドアガラスリアクォーターガラスを両側パネル仕様とした「ルートバン」（同「CD（20.0kWh、2シーター）」に相当）が設定される。なお、「2シーター」はミニキャブEVでは該当グレードが設定されないクリッパーEV専用グレードとなる。
  - 外観はCIが変更される点以外はミニキャブEVに準じており、フロントのエンブレムやステアリングのホーンパッド部のCIは2020年7月以降の現行CIとなる。リアはクリッパーバンやOEM元のミニキャブEVとは異なり、アリア、サクラ、E13型ノート/ノート オーラと同様、「N I S S A N」のバラ文字ロゴが上部に入り、右下の「CLIPPER」の車名ロゴデカールの下に「100%ev」のデカールも装着される。また、「CLIPPER EV」の書体はNV100クリッパーに用いられているNE-01ではなく、C28型セレナと同じ書体が用いられている。ボディカラーはミニキャブEV同様にホワイトソリッドとスターリングシルバーメタリックの2色が設定され、スターリングシルバーメタリックは「4シーター」専用色となる。

## 2代目 DR64V型（2013年 - 2015年）
- 2013年
  - 8月29日 - OEM元である三菱自動車の軽商用車（ただし電気軽商用車の「ミニキャブMiEV」は除く）市場の撤退表明に伴い、同年末からスズキより、エブリイのOEMを受け、次期型を販売することが発表された[16]。
  - 12月3日 - NT100クリッパーと共に初のフルモデルチェンジ[17]。なお、社内型式はVZA0型だが、車両型式はスズキ式のDR64V型となった。
    - グレード体系は初代・後期型のグレード体系を踏襲し、「DX」「GX（エブリイ「JOIN」相当）」・「GXターボ（同「JOINターボ」相当）」の3グレードが用意される。「DX」はエブリイでの「PA」に相当するハイルーフ仕様に加え、エブリイでの「GA」に相当する標準ルーフ仕様も設定されるが、標準ルーフ仕様に関しては2WD・3AT車のみの設定である（エブリイ「GA」では5MT車(2WD/4WD)の設定がある）。また、ハイルーフ仕様には、プライバシーガラス、リモートコントロールエントリーシステム、パワーウィンドウ、ファブリックシート地、カーアラームをひとまとめにした「GLパッケージ（エブリイ「PC」相当）」が新たに設定された。「GXターボ」は4AT車のみの設定である（エブリイ「JOINターボ」では5MT車の設定もある）。
    - 最小回転半径を4.1 mとしたことで扱いやすさや小回りの良さを実現し、ステップ高を前席は355 mm、後席は375 mmとし、運転席・助手席に乗降グリップを備えたことで乗降がしやすくなり、インストシフトノブを採用したことで前席間のウォークスルーが可能となった。積載能力に関しても畳なら9枚積載可能な積載量を確保するほか、助手席を前に倒すことで長尺物も積載できる助手席前倒し機構を採用。「GX」系には分割可倒式リアシートも採用し、長尺物積載時でもリアシートに1名乗車できる。また、カーアラームが新たに装備され、「GX」系にはリアヒーターとシートアームレストも装備された。エンジンは全車DOHC化され、NAエンジンの3AT車は排気ガスのクリーン化により「平成17年基準排出ガス75%低減レベル（☆☆☆☆）」認定を取得し、併せて、燃費向上により「平成27年度燃費基準」を達成。ターボエンジンは最大トルクを9N・m（0.9kgf・m）向上した。なお、外観はエンブレム類を変更した程度で大きな変更はなく、カラーバリエーションもエブリイと同一である（「ブルーイッシュブラックパール」は「DX GLパッケージ」及び「GX」系に設定）。
    - なお、スズキはすでにマツダ向けにスクラムバンの車種名でOEM供給を行っているため、同車の販売時点で3兄弟車種となったが2014年2月27日にミニキャブバンもエブリイのOEMに切り替わったことから4兄弟車種となった。
- 2015年2月[18]に生産終了。在庫対応分のみの販売となる。OEM元のエブリイがフルモデルチェンジし、同月にNV100クリッパーもフルモデルチェンジが発表されたため、2代目NV100クリッパーの販売期間は1年3か月間であった。
- 2015年3月 - 3代目と入れ替わって販売終了。

## 3代目 DR17V型（2015年- ）
- 2015年2月24日 - NV100クリッパーリオと共にフルモデルチェンジを発表（3月3日販売開始）[19]。
  - エンジンを3代目モコと2代目NT100クリッパーに搭載されているR06A型（「GXターボ」は同エンジンのインタークーラーターボ仕様）に置換し、低中速トルクを増したことで加速性能や登坂性能を高め、ボディの要所に高張力鋼板や超高張力鋼板を効果的に使用することで、衝突安全性や耐久性を高めながら車両全体を軽量化した。NA車には2代目の3速ATに替わり、5速MTをベースにクラッチ操作とシフト操作を自動化したAMT「AGS」を採用した（OEM車にAGSを採用したのは初）。これらにより燃費を向上し、NA・AGS車は「平成27年度燃費基準+20%[注釈 1]」を、NA・5MT車は「平成27年度燃費基準[注釈 2]」をそれぞれ達成し、「平成17年排出ガス基準75%低減レベル（☆☆☆☆）」はNA・AGS車に加え、NA・5MT車にも拡大適応した。
  - 荷室長（2名乗車時）・荷室高・荷室幅（4名乗車時）がそれぞれ拡大し、スライドドアやバックドアの開口部も拡大したほか、ユーザー自身で荷室のアレンジができるラゲッジユーティリティナットを採用し、「DX GLパッケージ」・「GX」・「GXターボ」には手元に置く書籍や箱を収納できるオーバーヘッドシェルフを標準装備した。
  - また、日産が販売する商用車で初めてとなる赤外線レーザーレーダー方式の「エマージェンシーブレーキ（衝突被害軽減ブレーキ、エブリイでの「レーダーブレーキサポート」相当）」[注釈 3]をはじめ、踏み間違い衝突防止アシスト（エブリイでの誤発進抑制機能に相当）、VDC（エブリイでのESPに相当）、エマージェンシーストップシグナル、ヒルスタートアシストを「GX」のAGS車と「GXターボ」に標準装備（ヒルスタートアシストは「GX」のみ標準装備）、「DX（ハイルーフ車）」と「DX GLパッケージ」のAGS車にメーカーセットオプション設定した（本セットオプションを装備した場合、ABS+EBDもセットで装備される）。
- 2016年2月12日 - 一部仕様向上並びに特別仕様車「DX エマージェンシーブレーキパッケージ（エブリイ「PAリミテッド レーダーブレーキサポート装着車」相当）」、「DX GLエマージェンシーブレーキパッケージ（同「PCリミテッド レーダーブレーキサポート装着車」相当）」を発表（「DX エマージェンシーブレーキパッケージ」は同日より販売開始、「DX GLエマージェンシーブレーキパッケージ」は3月10日販売開始）[20]。
  - 「DX」および「DX GLパッケージ」の5AGS車において、前述の安全装備関連のセットオプションの設定を廃止する替わりに、セットオプションに含まれていたABS+EBDを標準装備化し、従来は「GX」の5AGS車のみ装備されていたヒルスタートアシストを新たに標準装備した。
  - 特別仕様車は「DX（ハイルーフ）」および「DX GLパッケージ」の各5AGS車をベースに、共通でエマージェンシーブレーキ、踏み間違い衝突防止アシスト、VDC、エマージェンシーストップシグナルを特別装備したほか、「DX エマージェンシーブレーキパッケージ」には「DX GLパッケージ」に標準装備されているプライバシーガラス（UVカット・断熱機能付、スライドドア・ラゲッジサイド・バックドア）、リモートコントロールエントリーシステム（キーレスエントリー1個、スペアキー1個）、カーアラームを、「DX GLエマージェンシーブレーキパッケージ」には「GX」に標準装備されている電動格納式リモコンカラードドアミラー（サイドアンダーミラー付）、ヒーター付ドアミラー（4WD車のみ）、CD一体AM/FMラジオ、フロント2スピーカーをそれぞれ特別装備した。
- 2017年5月24日 - 一部改良[21]。
  - 「DX」系グレードに設定の5AGS車において2速発進モードを標準装備。また、「GX」は従来設定されていた5AGSを「GXターボ」と同じ4ATに変更した（NAエンジン仕様のAT車の設定は3代目へのフルモデルチェンジに伴う廃止以来、2年3ヶ月ぶりとなる。なお、OEM元のエブリイ「JOIN」は5AGS車が引き続き設定されていた）。
- 2018年4月9日 - 一部改良[22]。
  - 「DX エマージェンシーブレーキパッケージ」に装備されているリモートコントロールエントリーシステム、カーアラーム、プライバシーガラスを「DX（ハイルーフ）」にも標準装備されたほか、ABS+EBDを「DX（ハイルーフ）」と「DX GLパッケージ」の5MT車にも標準装備されたことで、全車標準装備となった。
  - 併せて、オーテックジャパンが扱う福祉車両「ライフケアビークル」の新ラインナップとして、乗用モデルのNV100クリッパー リオに先行設定されていた「チェアキャブ」を6月に発売することも発表された[23]（「チェアキャブ」はエブリイ「車いす移動車」に相当、4ATのみの設定となる）。
- 2019年6月24日 - NV100クリッパーリオと共に一部仕様向上[24]。
  - 一部グレードに装備の衝突被害軽減ブレーキが夜間を含む歩行者にも検知可能なステレオカメラ方式となって「インテリジェント エマージェンシーブレーキ（エブリイでの「デュアルカメラブレーキサポート」に相当）」に強化され、「踏み間違い衝突防止アシスト」はエンジン出力を抑制する前進時に加え、ブレーキ制御（エブリイでの「後退時ブレーキサポート」に相当）により後退時にも対応した。併せて、LDW（車線逸脱警報）、インテリジェント DA（ふらつき警報）、先行車発進お知らせ、ハイビームアシスト、オートライトシステムなどが装備された。
  - また、「DX エマージェンシーブレーキパッケージ」と「DX GL エマージェンシーブレーキパッケージ」はグレード名称を「DX セーフティパッケージ」と「DX GL セーフティパッケージ」に変更するとともに、「DX（標準ルーフ）」・「DX GLパッケージ」・「DX GL セーフティパッケージ」はトランスミッションを5AGSから4ATに変更された（「DX GLパッケージ」に設定の5MTは継続設定）。「DX（ハイルーフ）」と「DX セーフティパッケージ」にはオーバーヘッドシェルフが新たに装備された。
  - 2018年6月にエブリイの一部グレードに追加設定されたノクターンブルーパール、クールカーキパールメタリック[注釈 4]、ムーンライトバイオレットパールの3色はNV100クリッパーには設定されず、従来通り3色展開となる。
- 2021年9月22日 - NV100クリッパーリオと共に一部仕様向上（同日発売は4AT車のみで、5MT車・5AGS車は9月27日発売）[25]。
  - 「インテリジェント エマージェンシーブレーキ」、「踏み間違い衝突防止アシスト」、LDW、インテリジェント DA、先行車発進お知らせ、ハイビームアシストを「GX」の5MT車に、VDCとオートライトシステムを「DX」と「DX GLパッケージ」にそれぞれ拡大して標準装備（VDCとオートライトシステムは全車標準装備化）された。
  - USB電源ソケット（2個）を全車に、パワーウインドウを「DX」と「DX セーフティパッケージ（いずれもエブリイ「PAリミテッド」に相当、セーフティーパッケージはレーダーブレーキが装備されている）」に、電動格納式リモコンカラードドアミラーを「DX GLパッケージ」にそれぞれ標準装備されたほか、「GX」と「GXターボ」はNV100クリッパーリオと同じデザインのメッキフロントフード加飾も施された。（「DX」が「PAリミテッド」相当に変更されたため「PA」に相当するグレードはクリッパーには設定されていない。OEM元のエブリイ「PA」は継続設定）
  - グレード体系が一部変更され、「DX」は標準ルーフを廃止してハイルーフのみに、「DX GLパッケージ」は5MT車が廃止されて4AT専用グレードとなった。WLTCモード試験による燃料消費率・排出ガスに対応（燃料消費率はJC08モードも併記）し、NA・5MT車と「GXターボ」を除く全車が「平成30年排出ガス基準50%低減レベル（☆☆☆☆）」認定を取得。JC08モードにおける燃料消費率が「GX」の5MT車と「DX」の4WD・5MT車は向上されたものの、それ以外のグレード・仕様では低下ししたため、平成27年度燃費基準は「DX」の5AGS車と「DX セーフティパッケージ」のみ+15%達成となった。（OEM元のエブリイ「GA」は継続設定されることはなくそのまま廃止）
  - なお、今回の一部改良により、4AT車はパーキングブレーキが足踏み式から手引き式へ変更され、パーキングブレーキはトランスミッションの種類を問わず手引き式に統一された。
- 2022年4月20日 - NV100クリッパーリオ・NT100クリッパーと共に一部仕様向上[26]。
  - 「GX」の4AT車と「DX GLパッケージ」にアイドリングストップ機能を搭載すると共に、全車で燃料消費率が改善されたため、「DX」の5AGS車、「DX GLパッケージ」の2WD車、「GL」の2WD・4AT車、「DX セーフティパッケージ」は「平成27年度燃費基準+25%達成」、「DX GLパッケージ」の4WD車と「GL」の4WD・4AT車は「同20%達成」となった。
  - そのほか、ルームランプ〈ラゲッジ〉がLED化され、「GX」はヘッドランプをキセノン（ロービーム、オートレベライザー付）に変更された。グレード体系が整理され、「DX GLパッケージ」は「DX GL セーフティパッケージ」を吸収統合したことで安全装備が標準装備化され、「GXターボ」を廃止したことで、NA車のみのラインナップとなった。（OEM元のエブリイ「JOINターボ」は一旦廃止となる）
  - エブリイに設定されたバックアイカメラ付ディスプレイオーディオはNV100クリッパーでは未設定となり、ディーラーオプションの日産オリジナルナビゲーションとバックビューモニターの同時装着、あるいは、ドライブレコーダー・ETC車載器付のセットパッケージ「ナビレコカメラお買い得パック」での対応となる。
  - なお、「DX GLパッケージ」と「GX」に装備されているフルホイールカバーはデザイン変更に伴って2020年7月からの現行CIとなったものの、フロントとリアのCIエンブレムやステアリングのホーンパッド部にあるCIは旧CIのままであった。
- 2024年3月26日 - クリッパーリオと共に一部仕様変更され、車名を初代モデル発売時の名称であった「クリッパー バン」へ約12年2ヶ月ぶりに回帰された[27]。
  - 「DX セーフティパッケージ」を「DX」へ統合するとともに、「DX」に設定されていた5AGS及び「DX GLパッケージ」・「GX」に設定されていた4ATを、歴代初となるCVTへ変更。併せて、CVT車にはNT100クリッパーで採用されているブレーキLSD[注釈 5]が装備され、4WD・CVT車には「2WD」、「4WD AUTO」、「4WD LOCK」の3つの走行モードの切り替えスイッチを備えた電子制御式4WDも採用された。
  - 「DX GLパッケージ」と「GX」はヘッドランプがLED化されると共に、運転席ヒーター付シート、助手席シートバックテーブルが装備され、「GX」のCVT車にはインテリジェントキーと後席両側スライドドアオートクロージャーも装備された。
  - 2022年4月の一部仕様変更で廃止されていたターボモデルの「GXターボ」がCVT専用グレードとして約2年ぶりに再設定。「GX」のCVT車同様にLEDヘッドランプ、インテリジェントキー、運転席ヒーター付シート、助手席シートバックテーブル、後席両側スライドドアオートクロージャーを装備するとともに、オートエアコン（抗菌処理タイプ/エアフィルター付）や後席両側オートスライドドア（挟み込み防止機構付）も装備された[注釈 6]。
  - ボディカラーには従来のNV100クリッパーには設定されていなかったクールカーキパールメタリックや乗用モデルのクリッパーリオに設定されているスノーパールホワイト3コートパール（特別塗装色、エブリイのパールホワイトに相当）、新色のデニムブルーメタリックとモスグレーメタリックが追加された（デニムブルーメタリックとクールカーキパールメタリックはCVT車専用、モスグレーメタリックとスノーパールホワイト3コートパールは「GX」のCVT車と「GXターボ」専用色[注釈 7]）。
  - なお、今回の一部仕様変更でフロントとリアのCIエンブレムやステアリングのホーンパッド部にあるCIはフルホイールカバーに続き2020年7月以降から用いられる現行CIとなり、車名ロゴ（リア左下のデカールは「CLIPPER」）もNE-01ではなく、先に発売されたC28型セレナ、EVモデルの「クリッパーEV」と同じ書体へ変更・統一されている。

## 車名の由来
「クリッパー（CLIPPER）」は、もともと旧プリンス自動車工業が1958年9月に発売した小型・中型トラック（プリンス・クリッパー）で使用されていた車名。クリッパーは英語で「駿馬、俊足を誇る馬」の意味。
初代・後期型より3代目の2024年3月までのモデルに用いられていたNVとは、「日産（Nissan）のバン（Van）」、100は「車両総重量1,000 kg クラス」を意味する。

## その他
ミニキャブ同様、バンのボディを後ろから4分の1程カットしてトラックと4名乗車できるスペースを兼ね備えたダブルキャブがあるが、元祖と言えるダイハツ・ハイゼットデッキバンとはミニキャブと合わせても販売台数にかなり差がある。ちなみに、「ダブルキャブ」はダットサントラックのクルーキャブにつけられていた名前である。